# シラネニンジン
シラネニンジン（白根人参、学名：Tilingia ajanensis）はセリ科シラネニンジン属の多年草。別名、チシマニンジン。高山植物。

## 特徴
茎は直立し、上部は分枝し、高さは10-30cmになる。根出葉と下部の葉には長い葉柄があり、葉は2-3回羽状複葉になり、小葉は不ぞろいに分裂する。3出複葉とはならない。茎につく葉は互生し、葉柄の基部が赤みを帯びた鞘状に膨らむ。
花期は7-9月。茎頂か、分枝した先端に小型の複散形花序をつける。花は小さく、白色の5弁花で、花弁は内側に曲がる。複散形花序の下にある総苞片は線形で1-2個、小花序の下にある小総苞片は線形で数個ある。果実はやや扁平で、卵形または長楕円形になる。油管は分果の表面側の各背溝下に1個、分果が接しあう合生面に2個ある。

## 分布と生育環境
日本では、北海道、本州中部以北に分布し、高山の日当たりの良い草地、岩礫地、砂礫地などに生育する。アジアではシベリア東部、ロシア極東部、中国、朝鮮などに分布する。
和名の由来は、日光白根山で最初に採集されたことによる。

## 下位分類
- ヒロハシラネニンジン Tilingia ajanensis Regel f. latisecta (Takeda) Kitag. [7]
- ホソバシラネニンジン T. ajanensis Regel f. pectinata (Koidz.) Kitag. [8]
- ヒメシラネニンジン T. ajanensis Regel var. angustissima (Nakai ex H.Hara) Kitag. [9]

## ギャラリー
- 花弁は内側に曲がる。